# Applied Intuition
Applied Intuitionは、2017年に設立でカリフォルニア州マウンテンビューに本社を置く自動運転車（Autonomous vehicles　AVsもしくはAVと略される）と先進運転支援システム（ADAS）を専門とするアメリカのソフトウェア会社である。

## 概要
Applied Intuition は、自動車、トラック輸送、 防衛、農業、建設、鉱業など、さまざまな業界でAVsおよびADAS技術の開発、テスト、展開のためのツールを開発している。同社は人工知能（AI）技術を活用して、自動車メーカーやその他の企業に、自動運転システムの開発における運転シナリオをシミュレートするソリューションを提供している。
Applied Intuitionの製品は、世界の主要自動車メーカー20社のうち18社で使用されている。自動車メーカーに加えて、Applied Intuitionは自動運転トラック、自動運転タクシー、倉庫用ロボットを開発している企業とも提携している。
2024年にApplied Intuitionは2億5000万ドルのシリーズEと呼ばれる5回目（シリーズAからDで4回実施済み）の資金調達機会を得るとともに、それに続いて3億ドルの二次募集を行い60億ドルの評価額を達成した。
出資者は、アンドリーセン・ホロウィッツ、フィデリティ・インベストメンツ、クライナー・パーキンス、マイクロソフトのベンチャーキャピタル部門であるM12 (ベンチャーキャピタル)（英語: M12 (venture capital)）、ポルシェ・インベストメンツ・マネジメント等である
。アンドリーセン・ホロウィッツの投資により、マーク・アンドリーセンがApplied Intuitionの取締役に参画した。

## 沿革
Applied Intuitionは、元YコンビネータLLCの最高執行責任者でGoogleのグループプロダクトマネージャーを勤めていたカサール・ユニス（英語: Qasar Younis）と、元Googleのプロダクトマネージャーでソフトウェアエンジニアのピーター・ルートヴィヒ（Peter Ludwig）によって共同設立された。
同社の最初の製品は、自動運転（Autonomous vehicles, AV）開発者がAV開発プロセスで発生する特定の問題を路上テストではなくシミュレーションできるようにするモーションシミュレーターだった。
その後、自動運転の開発プロセスを改善することを目的としたソフトウェアツールを開発した。
同社の主な製品には、自動車メーカーが自動車走行時に必要とする認識に関するシステムや、車両力学（英語: Vehicle dynamics）、各種の自動運転に関するソフトウェアを統合した際の機能を分析することで、自動車メーカーが、AVシステムを作成および改良できるようにするシミュレーションおよびテストソフトウェア群が含まれている。
この開発環境により、メーカーは実際の道路に車両を配備する前に、運転シナリオをシミュレートして安全性と機能性を検証することが可能となった。
2024年6月、Applied Intuitionは、自律システムが複雑で整地されていない地形を走行できるように設計されたソフトウェアセットであるオフロード自律走行ソフトウェア機能群を発表した。この高度なテクノロジーは、鉱業、農業、防衛などの業界でのオフロード操作をサポートするために、さまざまなセンサーとアルゴリズムを統合している。
またポルシェやアウディなどの大手自動車メーカーと提携し、次世代のADAS製品を開発している。ポルシェは2024年3月にApplied Intuitionと提携し、さまざまな分野の自動車ソフトウェアを共同開発すると発表した。2024年4月にはアウディとの間で、車両の自律性と安全性を高める自動運転システムの開発で提携を開始した。2024年8月にはトラックメーカーのいすゞ自動車と提携し、自動運転トラックを共同開発することで、いすゞのレベル4自動化（人間の介入なしにほとんどの運転状況に対応できる機能）を備えたトラックとバスの計画をサポートする自動運転トラックの共同開発計画を固めた。

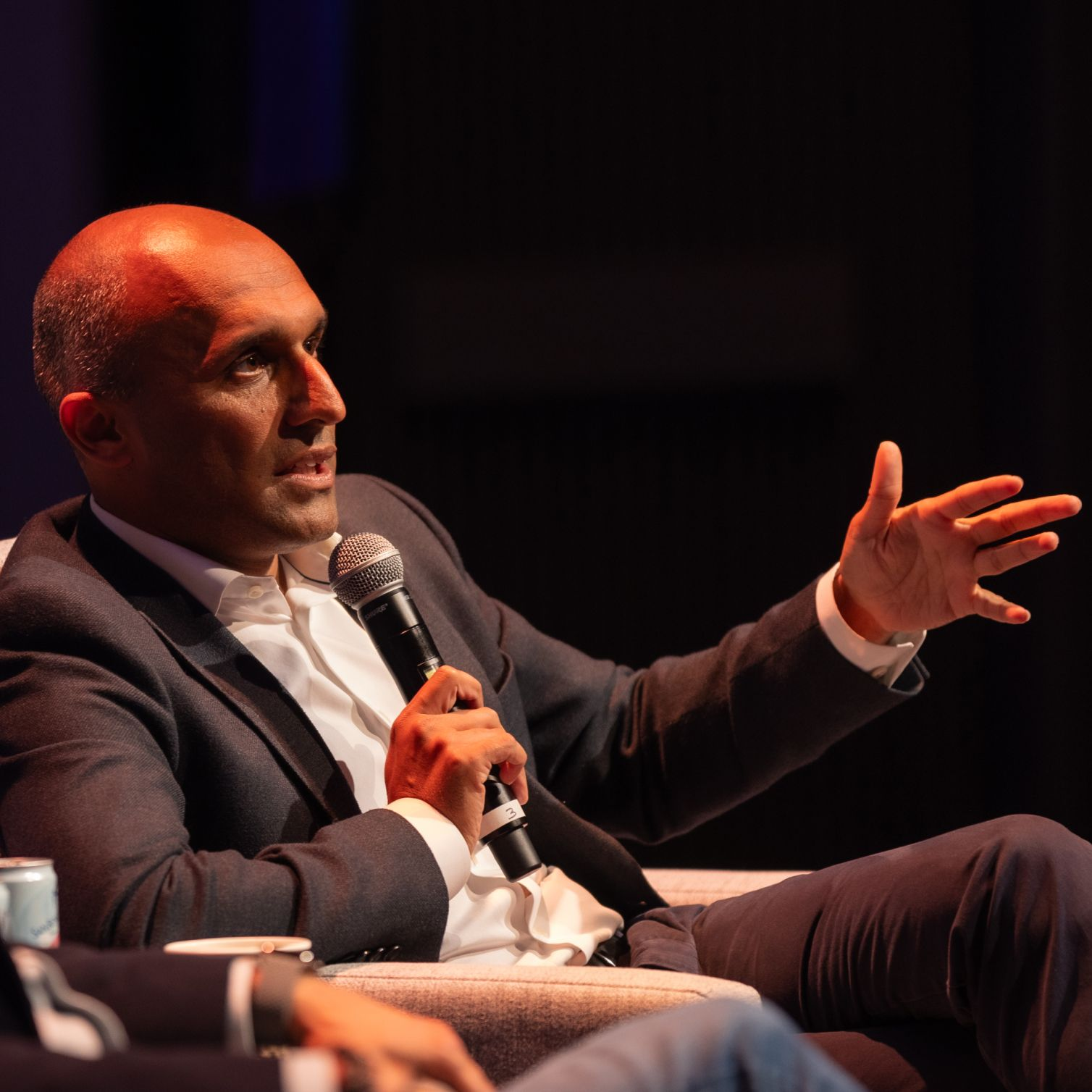
設立者のカサール・ユニス

### 企業買収の記録
2022年、Applied Intuitionは、大手自動車メーカーが実世界の車両ダイナミクスをシミュレートするために使用しているCarSimソフトウェア（車両運動シミュレーションソフトウエア）で知られるMechanical Simulation Corp.を買収した。Mechanical Simulationは、トラック、オートバイ、パワートレインのシミュレーションをサポートする製品も製造している。
2023年にはデータ中心のアプローチを通じてMLモデルのトレーニングを強化することを目的として、Caliber Data Labs
が開発した機械学習（ML）データ管理・運用プラットフォームであるSceneBoxを買収した 。
また、2023年には自動運転トラック技術を専門とする自動運転トラック会社のEmbark Trucksを約7,100万ドルで買収した。